# Ikwere
L'ikwere és una llengua que es parla al sud-est de Nigèria. Es parla a les LGAs d'Ikwerre, de Port Harcourt, d'Emouha i d'Obio-Akpor, a l'estat de Rivers.
L'ikwerre és considerada una llengua igbo. Les altres llengües igbos són l'ezaa, l'igbo, l'ika, l'ikwo, l'izii, l'mgbolizhia, l'ogbah i l'ukwuani-aboh-ndoni.

## Ús de la llengua i dialectologia
L'ikwere és una llengua desenvolupada (5); està estandarditzada i el seu ús és vigorós. És una llengua literària i s'ensenya en les escoles de primària. Té diaris editats en la llengua, programes de ràdio, de televisió i una gramàtica. S'escriu en l'alfabet llatí des del 1982. S'utilitza a la llar, en el treball i a la comunitat. Els seus parlants també parlen anglès i igbo.
Els dialectes de l'ikwere són l'akpo-mgbu-tolu, l'aluu, l'apani, l'egbedna, l'elele, l'emowhua, l'ibaa, l'igwuruta, l'ipo, lisiokpo, l'ndele, l'obio-akpo, l'ogbakiri, l'omagwna, l'omerelu, l'omudioga, el rumuji i l'ubima.

## Població i religió
El 20% dels ikweres són cristians; d'aquests, el 70% són anglicans, el 20% pertanyen a esglésies cristianes independents i el 10% són protestants. El 60% dels ikweres creuen en religions tradicionals africanes i el 20% restant són islàmics.